# Aubigny (Allier)
Pour les articles homonymes, voir Aubigny.
Aubigny est une commune française, située dans le département de l'Allier en région d'Auvergne-Rhône-Alpes.

## Géographie

### Localisation
Village rural situé entre la forêt de Bagnolet, relique orientale de la forêt de Tronçais, et l'Allier. Le relief est faiblement vallonné, le paysage est typique du bocage bourbonnais ; de nombreux ruisseaux traversent la commune, ainsi qu'un affluent de l'Allier de plus grande importance : la Burge.

#### Lieux-dits et écarts
- les Boires.
- le Pas de Jeanne d'Arc.
- le Frou.
- le Lieu Marchand.
- le Lieu Mousset.
- les Poissons.
- les Quatre-Vents.
- les Roches.
- le Réray et son château.

#### Communes limitrophes
Ses communes limitrophes sont :
|                        | Chantenay-Saint-Imbert (Nièvre) | Tresnay (Nièvre)      |
| Saint-Léopardin-d'Augy | Aubigny                         | Villeneuve-sur-Allier |
| Couzon                 | Agonges                         | Bagneux               |

### Climat
Pour des articles plus généraux, voir Climat d'Auvergne-Rhône-Alpes et Climat de l'Allier.
En 2010, le climat de la commune est de type climat océanique dégradé des plaines du Centre et du Nord, selon une étude du CNRS s'appuyant sur une série de données couvrant la période 1971-2000. En 2020, Météo-France publie une typologie des climats de la France métropolitaine dans laquelle la commune est exposée à un climat océanique altéré et est dans la région climatique Centre et contreforts nord du Massif Central, caractérisée par un air sec en été et un bon ensoleillement.
Pour la période 1971-2000, la température annuelle moyenne est de 10,8 °C, avec une amplitude thermique annuelle de 16 °C. Le cumul annuel moyen de précipitations est de 793 mm, avec 11,4 jours de précipitations en janvier et 7,2 jours en juillet. Pour la période 1991-2020, la température moyenne annuelle observée sur la station météorologique de Météo-France la plus proche, « Bourbon_sapc », sur la commune de Bourbon-l'Archambault à 14 km à vol d'oiseau, est de 11,9 °C et le cumul annuel moyen de précipitations est de 777,2 mm,. Pour l'avenir, les paramètres climatiques de la commune estimés pour 2050 selon différents scénarios d'émission de gaz à effet de serre sont consultables sur un site dédié publié par Météo-France en novembre 2022.

## Urbanisme

### Typologie
Au 1er janvier 2024, Aubigny est catégorisée commune rurale à habitat dispersé, selon la nouvelle grille communale de densité à 7 niveaux définie par l'Insee en 2022.
Elle est située hors unité urbaine. Par ailleurs la commune fait partie de l'aire d'attraction de Moulins, dont elle est une commune de la couronne,. Cette aire, qui regroupe 64 communes, est catégorisée dans les aires de 50 000 à moins de 200 000 habitants,.

### Occupation des sols

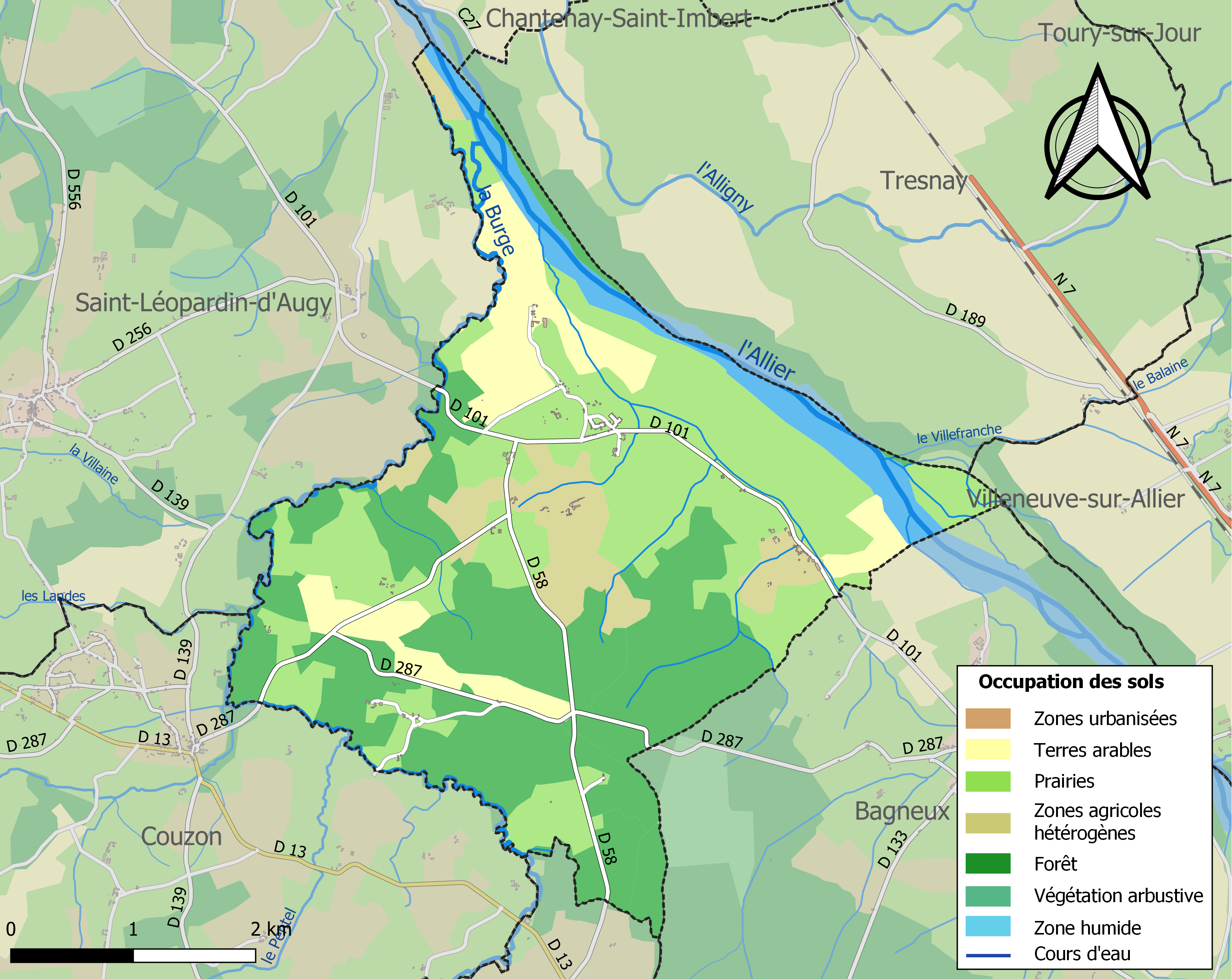
Carte des infrastructures et de l'occupation des sols de la commune en 2018 (CLC).

L'occupation des sols de la commune, telle qu'elle ressort de la base de données européenne d’occupation biophysique des sols Corine Land Cover (CLC), est marquée par l'importance des territoires agricoles (57,8 % en 2018), une proportion sensiblement équivalente à celle de 1990 (57,5 %). La répartition détaillée en 2018 est la suivante : 
prairies (37,4 %), forêts (36,2 %), terres arables (11,7 %), zones agricoles hétérogènes (8,8 %), eaux continentales (6 %).
L'IGN met par ailleurs à disposition un outil en ligne permettant de comparer l’évolution dans le temps de l’occupation des sols de la commune (ou de territoires à des échelles différentes). Plusieurs époques sont accessibles sous forme de cartes ou photos aériennes : la carte de Cassini (XVIIIe siècle), la carte d'état-major (1820-1866) et la période actuelle (1950 à aujourd'hui).

## Toponymie
Le nom de la commune est issu de l'anthroponyme latin ou roman, Albinius, suivi du suffixe -acum,.

## Politique et administration

### Découpage territorial
La commune d'Aubigny est membre de la communauté d'agglomération Moulins Communauté, un établissement public de coopération intercommunale (EPCI) à fiscalité propre créé le 1er janvier 2017 dont le siège est à Moulins. Ce dernier est par ailleurs membre d'autres groupements intercommunaux.
Sur le plan administratif, elle est rattachée à l'arrondissement de Moulins, au département de l'Allier et à la région Auvergne-Rhône-Alpes. Sur le plan électoral, elle dépend du  canton de Moulins-1 pour l'élection des conseillers départementaux, depuis le redécoupage cantonal de 2014 entré en vigueur en 2015, et de la première circonscription de l'Allier  pour les élections législatives, depuis le dernier découpage électoral de 2010.

### Administration municipale
| Période                                  | Période                      | Identité       | Étiquette | Qualité                   |
| ---------------------------------------- | ---------------------------- | -------------- | --------- | ------------------------- |
| Les données manquantes sont à compléter. |                              |                |           |                           |
| 1964                                     | 2014                         | Michel Brunol  |           |                           |
| 2014                                     | En cours (au 8 juillet 2020) | Étienne Richet | SE        | Agriculteur Réélu en 2020 |

## Population et société

### Démographie
L'évolution du nombre d'habitants est connue à travers les recensements de la population effectués dans la commune depuis 1793. Pour les communes de moins de 10 000 habitants, une enquête de recensement portant sur toute la population est réalisée tous les cinq ans, les populations de référence des années intermédiaires étant quant à elles estimées par interpolation ou extrapolation. Pour la commune, le premier recensement exhaustif entrant dans le cadre du nouveau dispositif a été réalisé en 2005.

En 2022, la commune comptait 146 habitants, en évolution de +5,04 % par rapport à 2016 (Allier : −1,38 %, France hors Mayotte : +2,11 %).
| 1793 | 1800 | 1806 | 1821 | 1831 | 1836 | 1841 | 1846 | 1851 |
| ---- | ---- | ---- | ---- | ---- | ---- | ---- | ---- | ---- |
| 450  | 200  | 213  | 212  | 317  | 316  | 286  | 273  | 281  |

| 1856 | 1861 | 1866 | 1872 | 1876 | 1881 | 1886 | 1891 | 1896 |
| ---- | ---- | ---- | ---- | ---- | ---- | ---- | ---- | ---- |
| 276  | 266  | 286  | 285  | 306  | 306  | 302  | 282  | 347  |

| 1901 | 1906 | 1911 | 1921 | 1926 | 1931 | 1936 | 1946 | 1954 |
| ---- | ---- | ---- | ---- | ---- | ---- | ---- | ---- | ---- |
| 396  | 332  | 251  | 224  | 243  | 188  | 325  | 248  | 170  |

| 1962 | 1968 | 1975 | 1982 | 1990 | 1999 | 2005 | 2006 | 2010 |
| ---- | ---- | ---- | ---- | ---- | ---- | ---- | ---- | ---- |
| 133  | 151  | 131  | 100  | 101  | 103  | 121  | 118  | 138  |

| 2015 | 2020 | 2022 | - | - | - | - | - | - |
| ---- | ---- | ---- | - | - | - | - | - | - |
| 140  | 136  | 146  | - | - | - | - | - | - |

## Culture locale et patrimoine

### Lieux et monuments
- Église Saint-Genest du XIIe siècle. Édifice classé MH en 1947[24]. On peut y voir à un vitrail de Jeanne d'Arc qui a été dessiné par Lionel Royer et une statue de saint Roch (classée MH en 1933[25]), retrouvée enterrée dans le cimetière[Note 4].
- Château des Roches daté de la fin du XIXe siècle.
- Château du Réray, XIXe siècle et sa chapelle de la même époque. Bâti en 1884, ce château néogothique a pris la place d'un ancien manoir dont l'origine remonte au XIIIe siècle, à l'époque où Jean Breschard, dit de Bressolles, était seigneur du Réray. Il a été donné au diocèse de Moulins en 1887 par le baron d'Aubigny ; l'évêque de Moulins en fit un petit séminaire, qui dura jusqu'à la confiscation des biens du clergé en 1907. Malgré cela, il servit de refuge aux moines de l'abbaye Saint-Wandrille de Fontenelle pendant la Première Guerre mondiale. C'est aujourd'hui un centre médico-éducatif (ne se visite pas)[26].
- Forêt de Bagnolet à proximité.

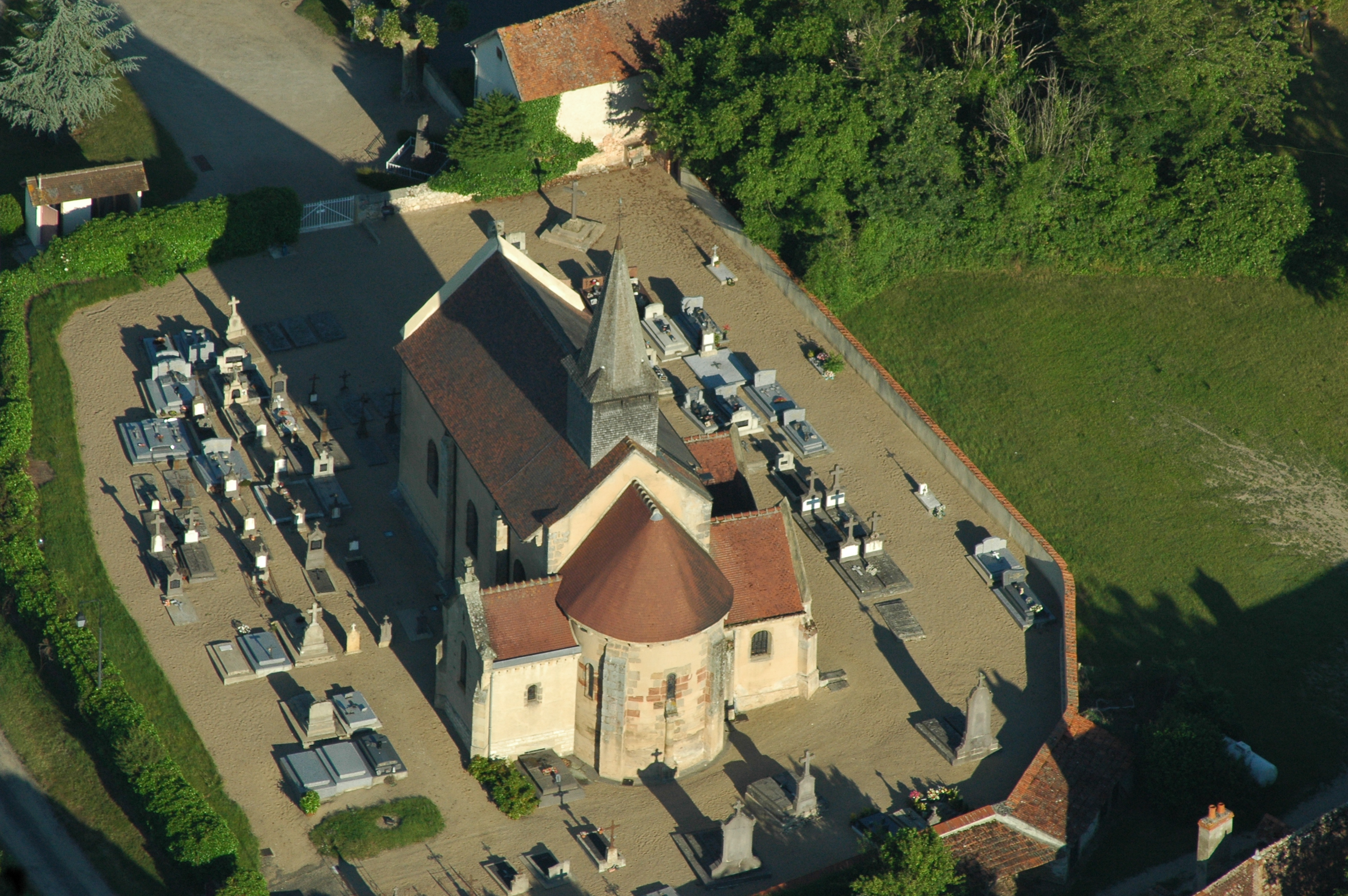
Église et cimetière d'Aubigny.
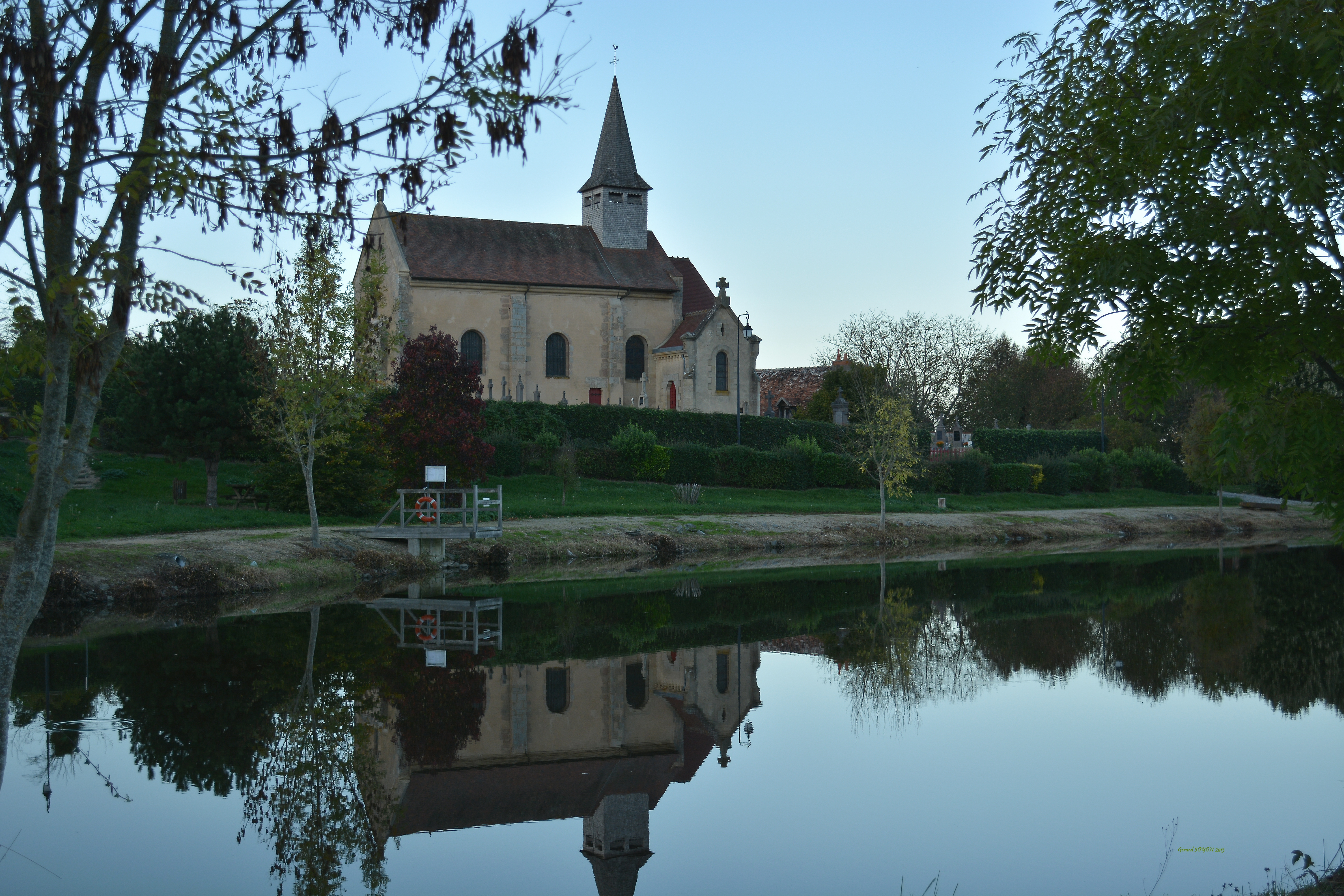
L'église Saint-Genès et le plan d'eau.
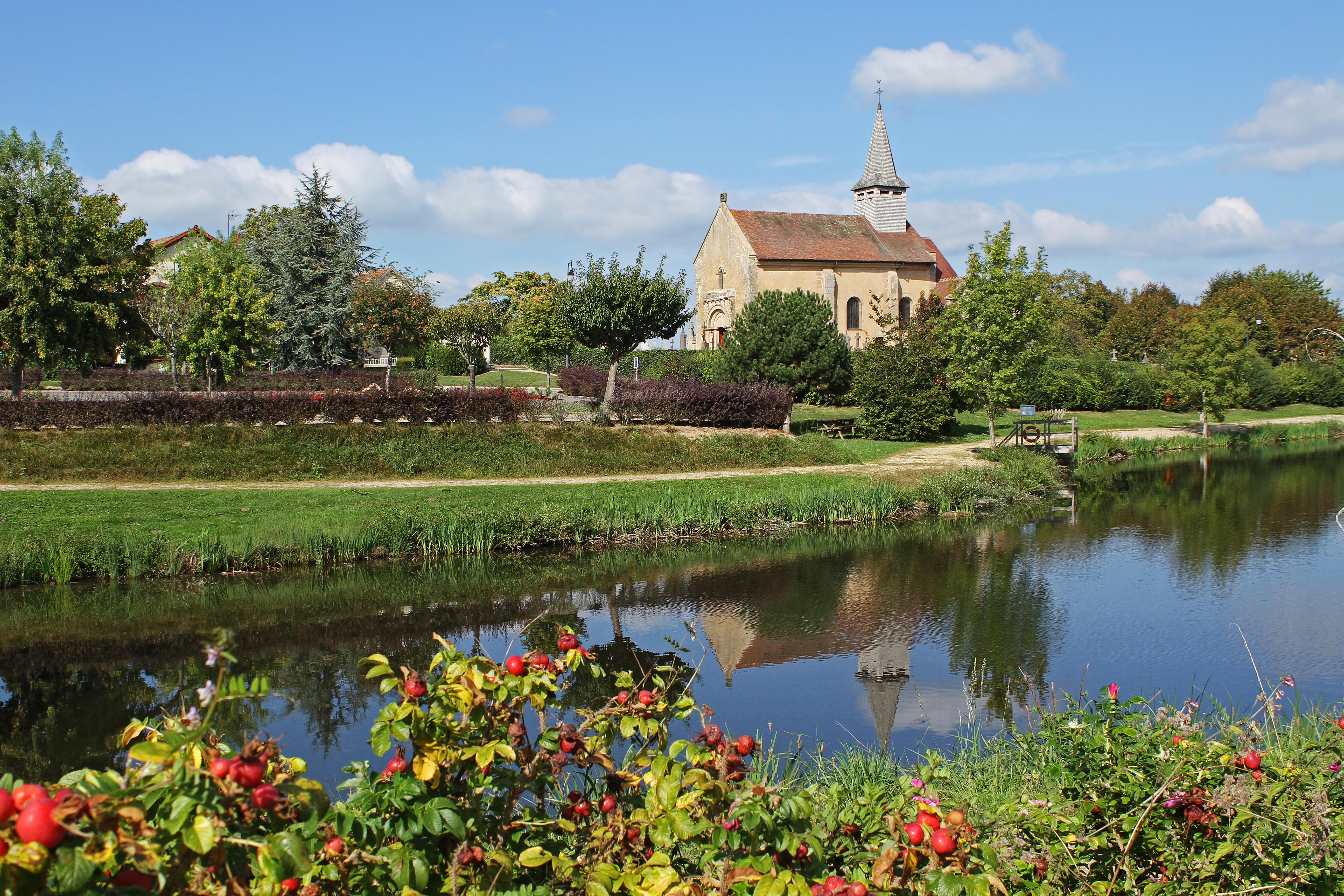
L'église dans son écrin estival.
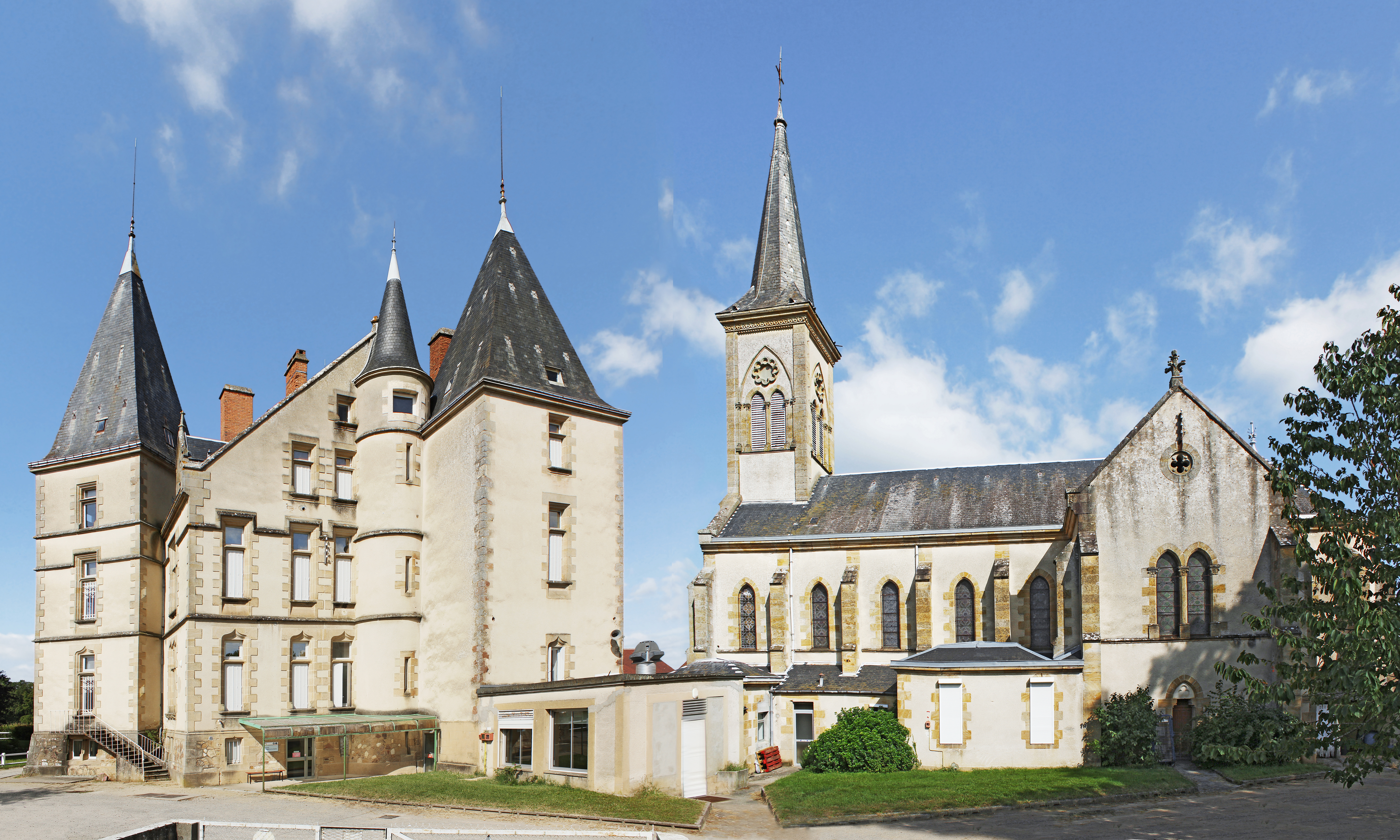
Château et chapelle du Réray.

### Héraldique
| Blason de Aubigny | Blason  | D'or à la bande de gueules chargée de trois lionceaux d'argent et accompagnée de deux glands feuillés de sinople, au chef ondé d'azur chargé d'une cotice de gueules accompagnée de deux fleurs de lys d'or. |
| Blason de Aubigny | Détails | Le statut officiel du blason reste à déterminer. |